# Дніпровське (Миколаївський район)
Дніпро́вське — село в Україні, у Куцурубській сільській громаді Миколаївського району Миколаївської області. Населення становить 218 осіб.

### Історія
Перші офіційні згадки про населений пункт, який знаходився на території сучасного села, знайдені на польській карті, котру склав відомий італійський картограф Джованні Антоніо Ріцці Дзанноні у 1767 році. На той час ця територія належала Османській Імперії. На ній ми можемо бачити поселення ногайських татар Ескі-Бадракі-Куле 
У селі є магазин, фельдшерсько-акушерський пункт. Через село проходять дві вулиці: Зелена (північна) та Набережна (південна).